# Hijona
Hijona (en euskera y oficialmente Ixona) es un concejo del municipio de Elburgo, en la provincia de Álava, comunidad autónoma del País Vasco (España).

## Toponimia
Su nombre figura ya en la reja de San Millán (1025) como Iscona.La Comisión de Onomástica de Euskaltzaindia ha normativizado el nombre como Ixona, pero parece que faltan datos de toponimia menor que corroboren dicha forma.

## Geografía física
La población se sitúa a 615 m de altitud y es el concejo situado más al sur del término municipal de Elburgo. 

### Ubicación
|                   | Norte: Añua |                |
| Oeste: Aberásturi |             | Este: Erenchun |
|                   | Sur: Izarza |                |

## Historia
Hacia mediados del siglo XIX, el lugar, por entonces perteneciente a Gamboa, tenía contabilizada una población de setenta habitantes. Aparece descrito en el noveno volumen del Diccionario geográfico-estadístico-histórico de España y sus posesiones de Ultramar de Pascual Madoz con las siguientes palabras:

HIJONA: l. del ayunt. de Gamboa en la prov. de Alava (Vitoria 2 leg.), aud. terr. de Burgos (22), c. g. de las Provincias Vascongadas, dióc. de Calahorra y part. jud. de Salvatierra. sit. en llano, á la falda del puerto de Izarza; clima frio dominado del viento N. y algunas veces del E. muy furioso; se padecen pulmonias, calenturas catarrales y reumatismos. Tiene 16 casas, escuela para niños, frecuentada por 10 ó 12, y dotada con 14 fan. de trigo; igl. parr. (San Estéban), servida por un beneficiado perpétuo, cementerio en parage ventilado, y abundancia de fuentes de aguas potables. Confina el term. N. Añua; E. Equileta; S. puertos de Izarza y Berroci, y O. Troconiz. El terreno es arenisco, bastante frio y húmedo, en él se encuentra el monte Lalauria, comun de cuatro pueblos, y el Usara que es de propiedad de Hijona; ambos poblados de robles, hayas, otaca y beroza; le atraviesa y corre por medio del pueblo un riachuelo que nace en el espresado pueblo y cuyas aguas se aprovechan para los usos domésticos. caminos: el que de Navarra conduce á Vitoria, en buen estado. prod.: trigo, maiz, avena, alholva y patatas: cria de ganado vacuno y caballar, caza de codornices, perdices y liebres. ind.: ademas de la agricultura, un molino harinero que muele á temporadas, una fáb. de tejas y tres alfarerias de bajilla blanca ordinaria. comercio; la importacion de vino que se trae de la Rioja alavesa y de Navarra, y otros efectos para el consumo. pobl.: 12 vec., 70 almas. contr.: con su ayuntamiento. (V.)
(Madoz, 1847, pp. 204-205)

En la actualidad, pertenece al municipio de Elburgo.

## Demografía
En 2022, la entidad singular de población tenía empadronados 51 habitantes y el núcleo de población, los mismos.

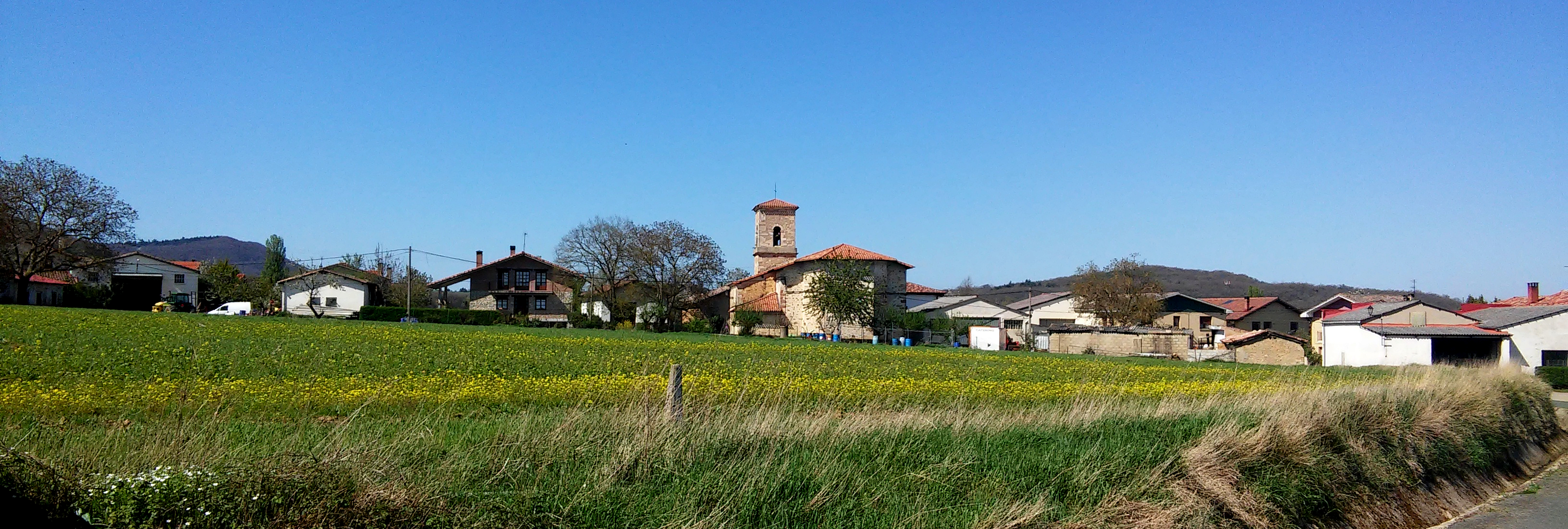
Ixona/Hijona

| Gráfica de evolución demográfica de Hijona entre 2000 y 2017 |
|                                                              |
| Población de derecho según los censos de población del INE.  |

## Cultura

### Patrimonio material

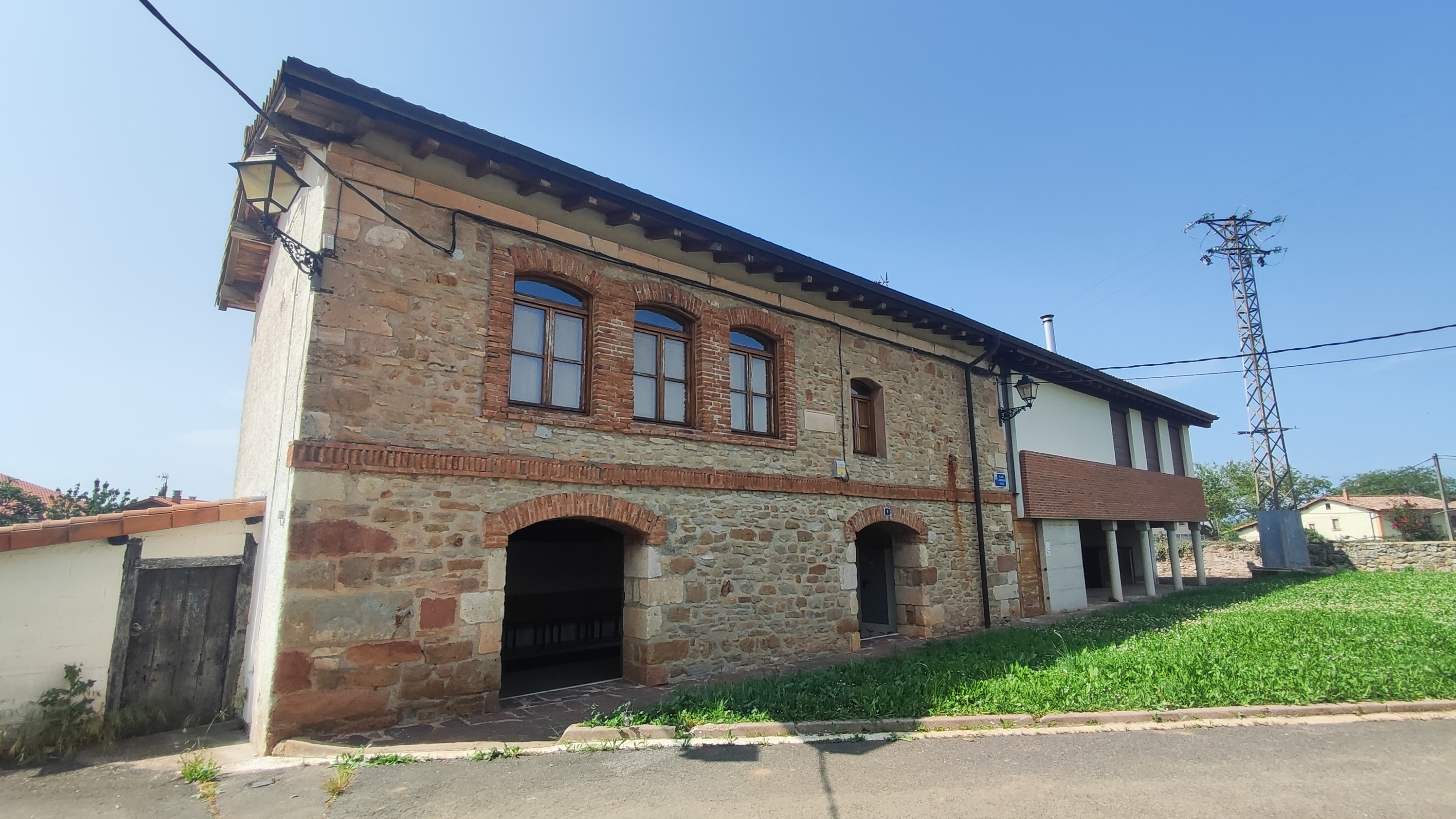
Centro social

- Iglesia de San Esteban. Hijona tuvo una iglesia parroquial que se destruyó en 1769. El edificio actual, construido entre 1772 y 1805, bajo la advocación de San Esteban, con planta de cruz latina, es sencillo, funcional y carente de ornamentos. La sencilla portada lleva una inscripción con la fecha: 1773. Conserva el sagrario del retablo anterior (1632) y los retablos laterales, adquiridos en 1797 a la iglesia parroquial de Araia.  [1][7][8][9]

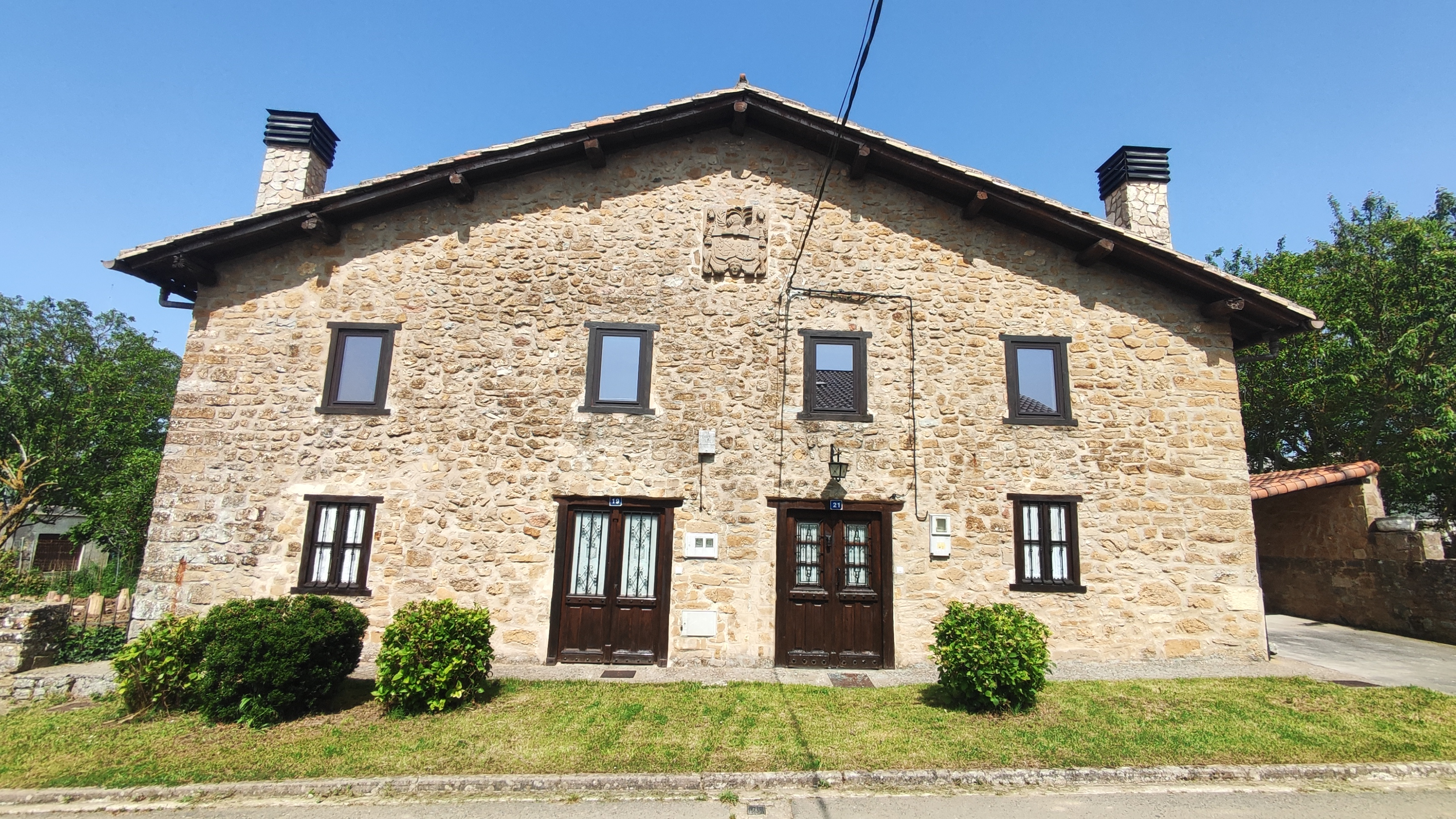
Casa del maestro y del pastor

- Casa del maestro y del pastorAntiguas escuelas. Característica muestra de la Escuela Nacional de la primera mitad del siglo XX, de acuerdo a la pauta impuesta por la directriz oficial, marcada por el arquitecto Antonio Flórez, y su estilo racionalista de construcción de grupos escolares a través del uso del ladrillo cara vista. El edificio se ordena en dos alturas, planta baja con el soportal para los juegos a cubierto del alumnado y segundo con un aula y la vivienda del maestro.[10] Alberga el centro social.
- Juego de bolos en los bajos del centro social.[11]
- Casa del maestro y del pastor.
- Casa del cura.
- Según algunas fuentes, Hijona contaba con tres alfares.[12]

### Patrimonio inmaterial
- En junio, romería a la ermita de Santa Lucía y San Adrián junto con la vecindad de Egileta, Trokoniz y Añua (comunidad de La Lauria).[13]
- Fiestas patronales, por San Mateo, 21 de septiembre.[14]
- Segundo fin de semana de julio, comida popular y actividades lúdicas.[15]
- Se conserva la tradición de repique de campanas para anunciar misas y otros eventos.[16]